# アンビエント・テクノ
アンビエント・テクノ（英: ambient techno）は、テクノの一ジャンル。アンビエント・ハウスと類似しているが、一般的なテクノで使用されるシンセサイザーやドラムマシンの音をより不明瞭にした音を特徴としている。

## 概要
アンビエント・テクノの始まりはいわゆる80年代のレイブムーブメントから誕生したチルアウトに原点がある。アンビエント・テクノとしての代表的なアーティストとしてB12、エイフェックス・ツイン、ブラックドッグ、Higher Intelligence Agency、バイオスフィアなどが、代表的なレーベルとしてはApollo Records、GPR、ワープ・レコーズ、Beyond Recordsなどがある。
イギリスのテクノレーベル・ワープレコーズが『Artificial Intelligence』シリーズをリリース後、アンビエント・テクノという言葉は次第に「インテリジェントなテクノ」としての認識も発生するが、音楽的な文体の参照には変わりはない。
拡張性が非常に高く現在の様々なテクノのジャンル、ダブテクノ、クリックテクノ、グリッチ、ドラムンベースに於いてもその手法が用いられている。